# Egon Roolaid
Egon Roolaid wcześniej Egon Rosenberg (ur. 26 września 1918 w Tallinnie, zm. w 1943 w obwodzie czelabińskim w ZSRR) – estoński pływak z pierwszej połowy XX wieku, uczestnik igrzysk olimpijskich.
Raz wystartował na igrzyskach olimpijskich. Były to XI Letnie Igrzyska Olimpijskie w 1936 roku w Berlinie.. Wystartował tam w jednej konkurencji pływackiej. Na dystansie 100 metrów stylem dowolnym wystartował w drugim wyścigu eliminacyjnym. Z czasem 1:01,5 zajął w nim czwarte miejsce i odpadł z dalszej rywalizacji. Do awansu do półfinału zabrakło mu 0,5 sekundy.
Roolaid reprezentował barwy tallińskiego klubu Kalev Tallinn. Jego starszy brat, Boris Roolaid, także był pływakiem i olimpijczykiem.